# Djurs kommunikation
Djurs kommunikation är kommunikation djur emellan. Djur kommunicerar genom att sända ut signaler, ändra färg, byta kroppsform, ändra beteenden, olika läten eller sända ut doftämnen. Dessa signaler meddelar i första hand: vem avsändaren är, hur avsändaren känner sig och vad avsändaren tänker göra. Det är huvudinformationen som djuren sänder ut för att kunna identifiera sig med den egna arten och samtidigt kunna undvika fiender. Ett djur kommunicerar oftast heller inte med en speciell individ utan ”pratar” rakt ut för att göra andra medvetna om dess närvaro. Djur kan, som exempel, sända ut en ljudsignal och andra djur då antingen söka sig till sångaren eller undvika denne.

## Identitet

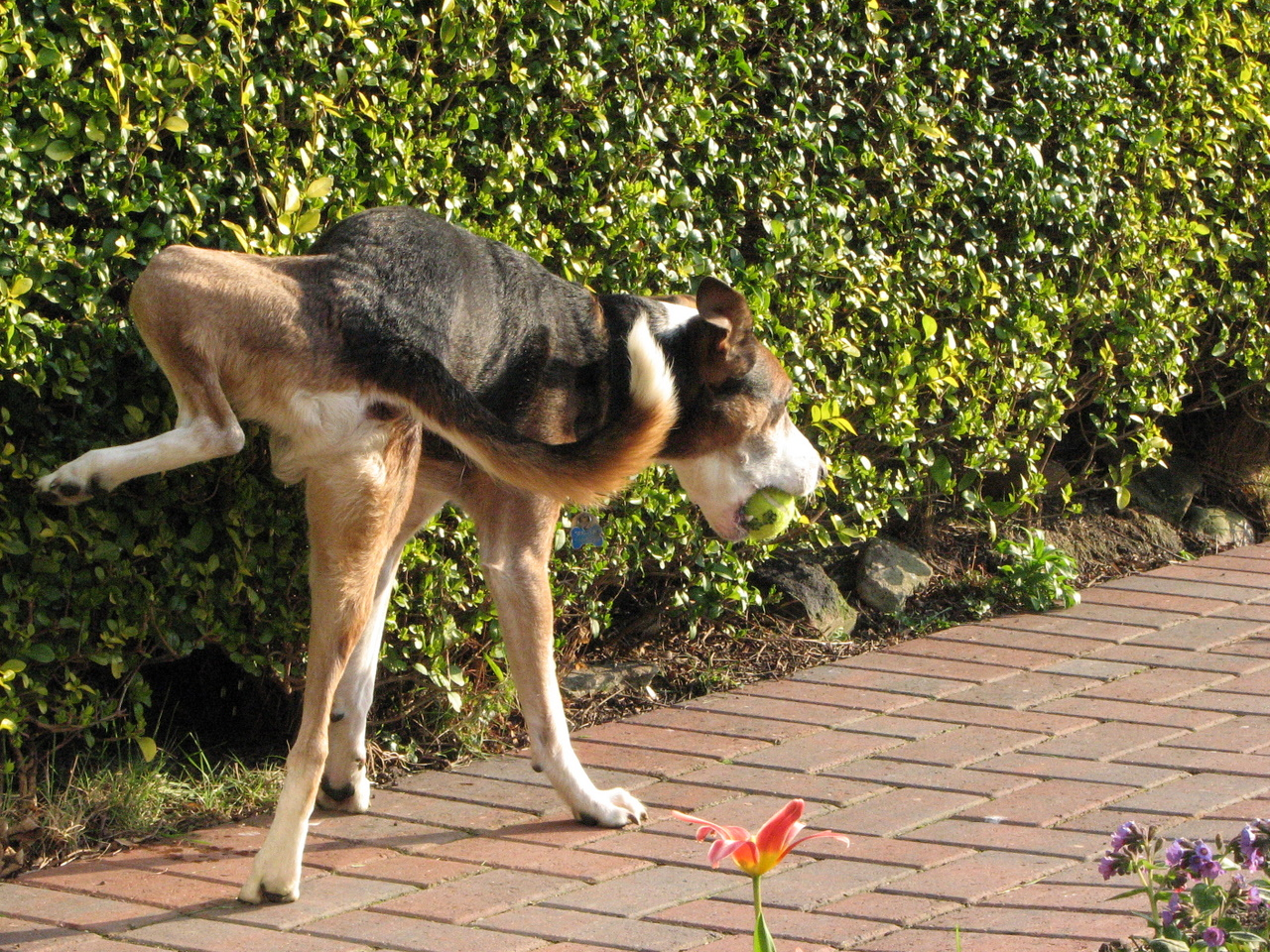
Många djur, t.ex. hundar, urinerar på olika platser för att kommunicera med andra individer, att markera att de varit där.

De vanligaste signalerna djuren sänder ut idag är arttillhörigheten. De måste lära sig känna igen sin egen art för att det ska gå lättare att hitta en hona men samtidigt slippa konkurrens. Hundar använder sig av doftämnen, de urinerar på vissa platser de tycker är lämpliga. Detta gör att andra hundar kan känna doften och få reda på vad det är för hund som gått här. De använder även sitt hundskall precis som katterna jamar.

## Känslolägen
Djur kan skicka signaler för att informera om sitt känsloläge som ilska, nyfikenhet, rädsla och sexuell upphetsning. En ensam individ behöver inte vara så precis i sin signal utan det räcker att signalera att den är arg. En grupp måste däremot vara lite mer varierade, lite arg eller mycket arg. Det kan ha stor betydelse på gruppen. Många djur reagerar också väldigt starkt på smärta, detta gör de genom att till exempel skrika högt eller bli rasande kanske och attackera det som orsakat smärtan. För andra djur kan det vara mycket olämpligt att visa att man har ont och är skadad, ett exempel är rådjuren som både jagas av människan och andra rovdjur. För dessa är det väldigt farligt att skrika högt att man har ont och skulle ha slutat med att rovdjuren lockades till det. Däremot är det tvärtom när det gäller flockdjur om de blir skadade kan det vara bra att skrika högt och kanske lyckas locka till sig andra gruppmedlemmar, och på så sätt överleva.
Springer en hund och jagar sin svans är den förmodligen rastlös och behöver en promenad eller någon att leka med. Gäspar ett djur är det förmodligen ganska trött och behöver vara ifred och få vila. Det är likadant som en fågel när den lyfter upp sina vingar så är den oftast redo att flyga iväg. Man ser dels på hur djuret beter sig men även på signaler de sänder ut.

## Visuell kommunikation
De flesta djur använder solens reflekterande ljus för att
skapa visuella signaler och djur skapar färger genom:
- Pigment
- Interferens – ett tunt lager av transparent material med högre brytningsindex än omliggande medium. Den dubbla reflektionen från botten och de överliggande lager ger regnbågsskimmer.
- Spridning – små partiklar inbäddade i ett transparent medium sprider mera korta våglängder än långa.

En visuell signal synlighet beror på dess kontrast mot bakgrunden, djur ökar synligheten på långt håll genom kontraster i ljus, färg,
mönster och rörelse.
Även djurens hållning och placering av ben med mera kan visuellt överföra information.

## Lukt
Lukt är långsammare kommunikation än visuell kommunikation och ljudsignaler. Feromoner produceras och
avges från kroppen via talgkörtlar och svettkörtlar som ligger nära kroppens
yta, dessa förvarar och avger specifika kemiska substanser. Avsöndring från
dessa körtlar är starkt förknippat med vissa beteenden och omständigheter. Urin
och avföring kan också ge kemisk information.